# 101777 Robhoskins
101777 Robhoskins è un asteroide della fascia principale. Scoperto nel 1999, presenta un'orbita caratterizzata da un semiasse maggiore pari a 2,6913891 UA e da un'eccentricità di 0,1118461, inclinata di 11,68993° rispetto all'eclittica.
L'asteroide è dedicato all'avvocato statunitense Robert Edward Hoskins.